# Vishnu
Vishnu (/ˈvɪʃnuː/; [ʋɪʂɳʊ]; tiếng Phạn: विष्णु, IAST: Viṣṇu, ISO: Viṣṇu, hoặc Tì Nữu Thiên nghĩa là "đấng bảo hộ") phiên âm Hán Việt là Tì Thấp Nô (毘濕奴), là vị thần bảo hộ trong Ấn Độ giáo và Bà la môn giáo. Ông là đấng tối cao trong đạo Vishnu giáo, một trong những truyền thống chính trong Ấn Độ giáo. Vishnu, Brahma và Shiva hợp thành bộ tam thần trong văn hóa Ấn Độ.

## Hóa thân

Vishnu bao quanh bởi các hoá thân

Vishnu được cho là sẽ xuống dưới hình dạng một avatar để khôi phục trật tự vũ trụ. Từ Dashavatara bắt nguồn từ daśa, có nghĩa là 'mười', và avatar (avatāra), gần tương đương với 'đầu thai'.

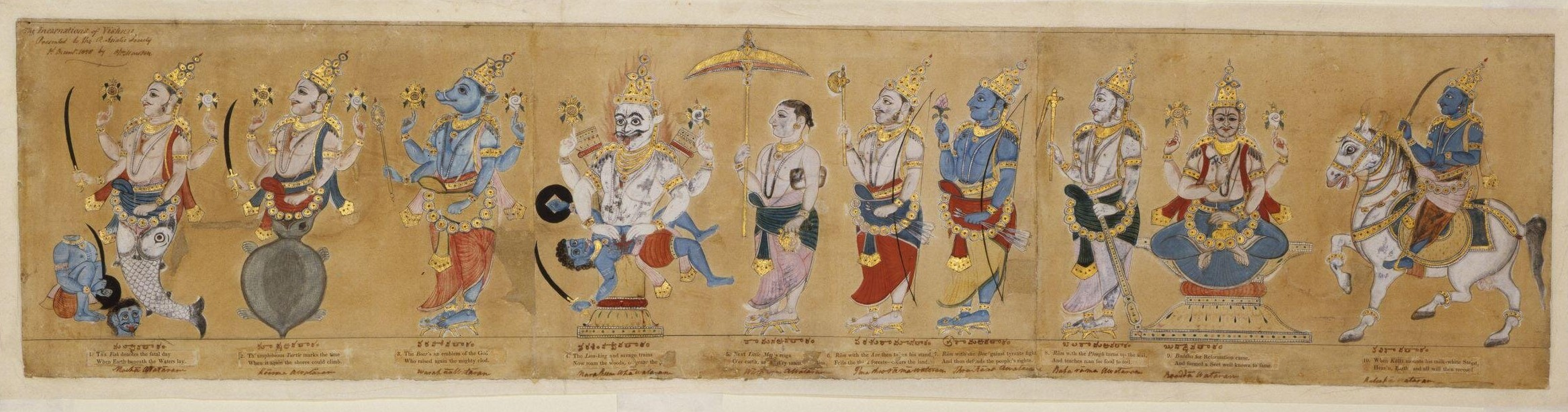
Dasavatar, Andhra Pradesh, thế kỷ 19. Ấn Độ.

'Dashavatara' or 'daśāvatāra' (दशावतार) nghĩa là 'mười thế thân':
- 'Dash' or 'Daśā' (दश) nghĩa là 'mười'[5]
- 'Avatara' (अवतार) nghĩa là 'hoá thân'

| Position | Krishna, Buddha (common list)                                        | Balarama, Krishna (Vishnu giáo)                                      | Balarama, Buddha                                                     | Krishna, Vithoba                                                     | Balarama, Jagannatha                                                 | Yuga                                             |
| 1        | Matsya (cá)                                                          | Matsya (cá)                                                          | Matsya (cá)                                                          | Matsya (cá)                                                          | Matsya (cá)                                                          | Satya Yuga                                       |
| 2        | Kurma (rùa)                                                          | Kurma (rùa)                                                          | Kurma (rùa)                                                          | Kurma (rùa)                                                          | Kurma (rùa)                                                          | Satya Yuga                                       |
| 3        | Varaha (lợn lòi)                                                     | Varaha (lợn lòi)                                                     | Varaha (lợn lòi)                                                     | Varaha (lợn lòi)                                                     | Varaha (lợn lòi)                                                     | Satya Yuga                                       |
| 4        | Narasimha (nhân sư)                                                  | Narasimha (nhân sư)                                                  | Narasimha (nhân sư)                                                  | Narasimha (nhân sư)                                                  | Narasimha (nhân sư)                                                  | Satya Yuga                                       |
| 5        | Vamana (thần lùn)                                                    | Vamana (thần lùn)                                                    | Vamana (thần lùn)                                                    | Vamana (thần lùn)                                                    | Vamana (thần lùn)                                                    | Treta Yuga                                       |
| 6        | Parashurama (chiến nhân)                                             | Parashurama (chiến nhân)                                             | Parashurama (chiến nhân)                                             | Parashurama (chiến nhân)                                             | Parashurama (chiến nhân)                                             | Treta Yuga                                       |
| 7        | Rama                                                                 | Rama                                                                 | Rama                                                                 | Rama                                                                 | Rama                                                                 | Treta Yuga                                       |
| 8        | Krishna                                                              | Balarama                                                             | Balarama                                                             | Krishna                                                              | Balarama                                                             | Dvapara Yuga, Kali Yuga trong trường hợp là Phật |
| 9        | Buddha                                                               | Krishna                                                              | Buddha                                                               | Vithoba                                                              | Jagannatha                                                           | Dvapara Yuga, Kali Yuga trong trường hợp là Phật |
| 10       | Kalki (được tiên đoán là hoá thân thứ 10 sẽ xuất hiện vào Kali Yuga) | Kalki (được tiên đoán là hoá thân thứ 10 sẽ xuất hiện vào Kali Yuga) | Kalki (được tiên đoán là hoá thân thứ 10 sẽ xuất hiện vào Kali Yuga) | Kalki (được tiên đoán là hoá thân thứ 10 sẽ xuất hiện vào Kali Yuga) | Kalki (được tiên đoán là hoá thân thứ 10 sẽ xuất hiện vào Kali Yuga) | Kali Yuga                                        |